# ماری کلر
ماری کلر (به فرانسوی: Marie Claire) از ماهنامه‌های فرانسه با موضوع زنان است که موضوعاتی چون تندرستی، زیبایی و مد و پوشاک را نیز پوشش می‌دهد.
«ماری کلر» یکی از مجلات فرهنگی قدیمی فرانسوی است که به زبان‌های متعددی در بسیاری از کشورهای جهان منتشر می‌شود. این ماهنامه نامش را از ماری کلر (زاده ۱۹۲۶)، موزیسین مشهور فرانسوی نوازنده اورگانون به عاریت گرفته است. نواختن قطعات مشهور یوهان سباستیان باخ از آثار به یاد ماندنی ماری کلر شناخته می‌شوند.
مجله ماری کلر در ۳۳ کشور و به ۱۷ زبان منتشر می‌شود و هر ماه در جهان ۱۵ میلیون خواننده دارد. مخاطبان این ماهنامه، زنان جوان با تحصیلات بالا هستند که به موضوعات گوناگون علاقه‌مند باشند.

## پیشینه
مجله ماری کلر در سال ۱۹۳۷ توسط ژان پرووست (Jean Prouvost) بنیادگذاری شد و در آغاز به صورت هفتگی و هر چهارشنبه به چاپ می‌رسید. در فاصله ۱۹۴۲ تا ۱۹۵۴ مقام‌های آلمانی حاکم بر فرانسه از انتشار این مجله جلوگیری کردند اما پس از آن انتشار آن به‌طور ماهنامه از سر گرفته‌شد. پرووست در سال ۱۹۷۶ بازنشسته شد و دختر او اِوِلین عهده‌دار این مجله شد و شرکت لوازم آرایشی لورآل (L'Oréal) را نیز به شرکت پدرش افزود.